# خرچنگ سامورایی
خرچنگ سامورایی (نام علمی: Heikeopsis japonica) نام یک گونه از سرده خرچنگ‌های سامورایی است.